# Dolores Costello
Dolores Costello (ur. 17 września 1903, zm. 1 marca 1979) – amerykańska aktorka filmowa. Ma swoją gwiazdę na Hollywoodzkiej Alei Gwiazd.

## Filmografia
- 1909: Sen nocy letniej jako Fairy
- 1912: She Never Knew jako wnuczka staruszka
- 1926: Manekin jako Joan Herrick
- 1928: Sławetna Betsy jako Betsy Patterson
- 1928: Arka Noego jako Maria/Miriam
- 1930: Druga szansa jako Vallery Grove
- 1936: Młody lord Fauntleroy jako Laura Crandall
- 1942: Wspaniałość Ambersonów jako Isabel
- 1943: To jest armia jako Mrs. Davidson